# Certhioidea
Certhioidea Cracraft et al., 2004 è una superfamiglia di uccelli passeriformi dell'infraordine Passerida. 

## Tassonomia

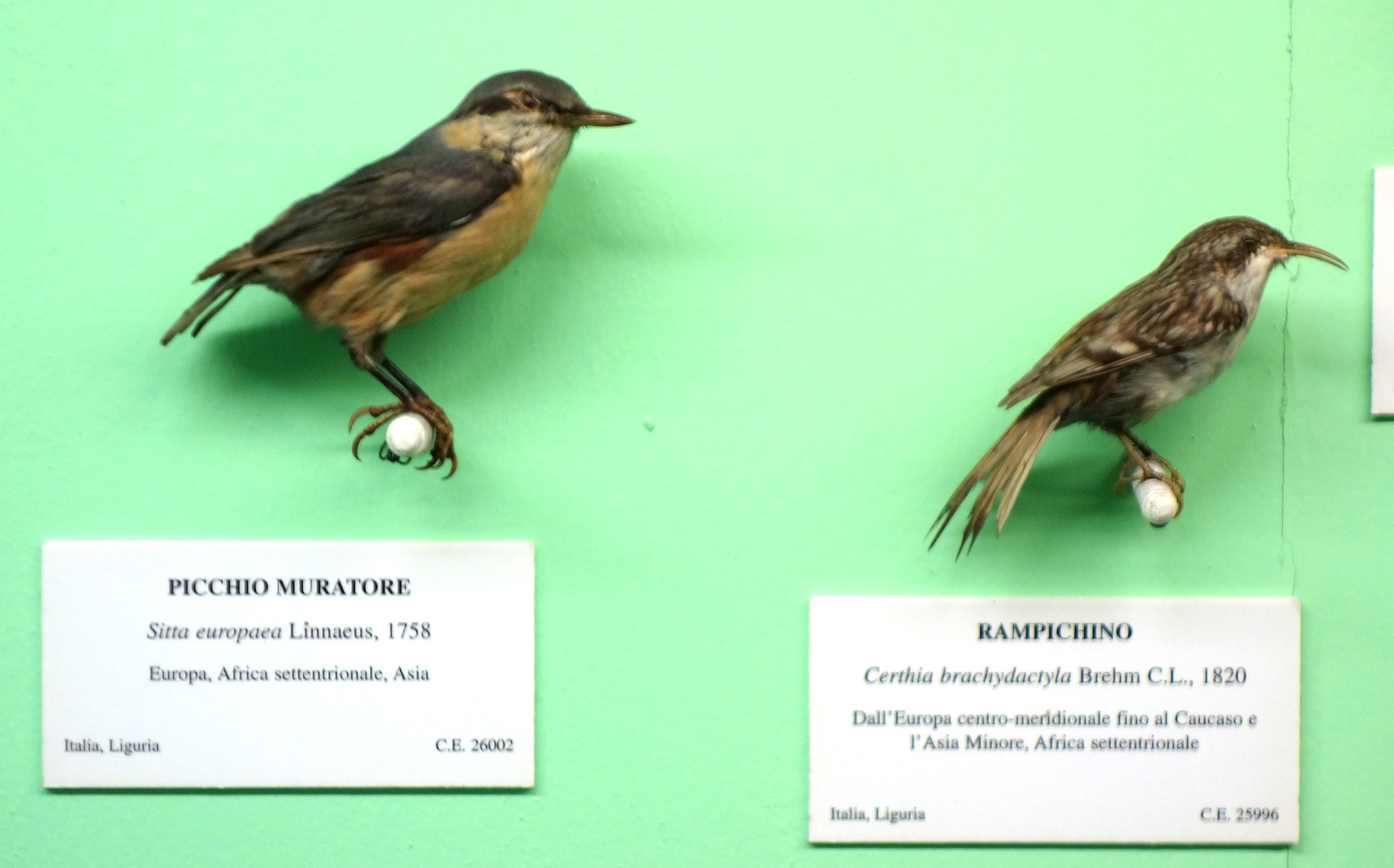
A sinistra Sitta europaea
A destra Certhia brachydactyla

Il raggruppamento è stato definito nel 2004 da Cracraft et al. come un clade comprendente alcune famiglie in precedenza inquadrate nella superfamiglia Sylvioidea sensu Sibley e Ahlquist.
La superfamiglia comprende le seguenti famiglie:
- Certhiidae Leach, 1820 (10 spp.)
- Sittidae Lesson, 1828 (28 spp.)
- Troglodytidae Swainson, 1831 (84 spp.)
- Polioptilidae S.F. Baird, 1858 (17 spp.)
- Tichodromidae Swainson, 1827 (1 sp.)